# Union soviétique aux Jeux olympiques d'été de 1988
L'Union soviétique participe aux Jeux olympiques d'été de 1988 à Séoul en Corée du Sud. 481 athlètes soviétiques, 319 hommes et 162 femmes, ont participé à  221 compétitions dans 27 sports. Ils y ont obtenu 132 médailles : 55 d'or, 31 d'argent et 46 de bronze. Avec ce total de médailles d'or, l'Union soviétique termine à la première place du tableau des médailles.